# St. Andrew's House
La St. Andrew's House (in gaelico scozzese: Taigh Naoimh Anndra) è la sede ufficiale del Governo scozzese con l'ufficio del primo ministro della Scozia, del vice-primo ministro e del segretario permanente del governo.
L'edificio sorge nel centro di Edimburgo, sul fianco meridionale della Calton Hill. Tuttavia non è la residenza del primo ministro che invece è Bute House.

## Storia

### Costruzione

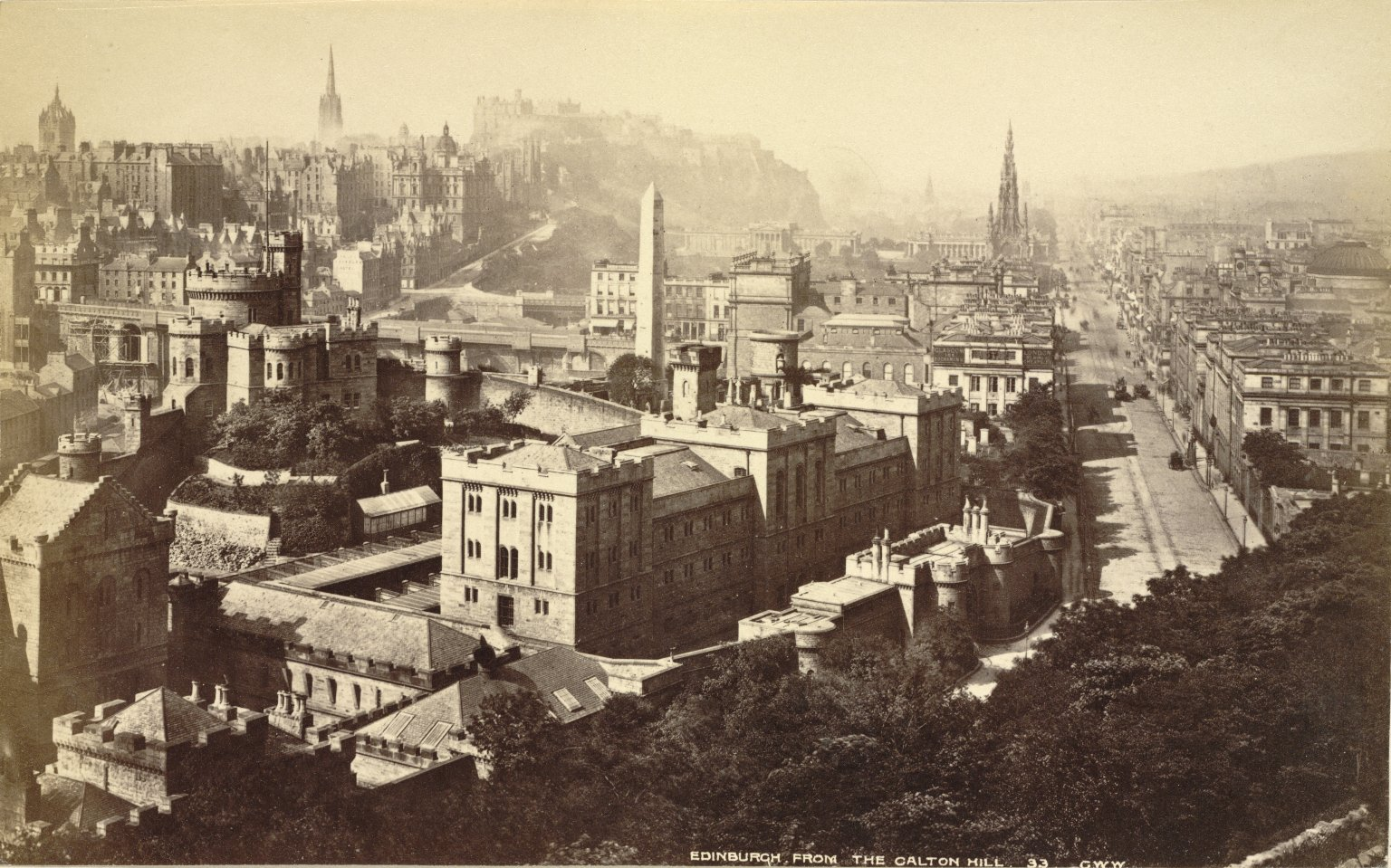
Il vecchio edificio del carcere.

Costruito sul sito della vecchia prigione di Calton di cui oggi rimane solo la camera del governatore del vecchio edificio, l'edificio attuale è stato progettato da Thomas S. Tait che vinse il concorso di architettura per ottenere la commissione. La costruzione iniziò nel novembre 1935 e fu completata nel 1939; l'edificio inizialmente ospitava l'ufficio scozzese, compresi gli uffici del Segretario di Stato per la Scozia. La scultura araldica sul fronte è di John Marshall.

### Completamento e apertura
L'edificio fu aperto ai dipendenti lunedì 4 settembre 1939 (neanche 24h ore dopo l'entrata in guerra del Regno Unito). Una cerimonia di apertura reale ufficiale si sarebbe dovuta svolgere il 12 ottobre 1939 ma venne cancellata a causa della guerra. Fu ufficialmente aperto da re Giorgio VI e dalla regina Elisabetta il 26 febbraio 1940.
Quando fu completato nel 1939, l'edificio era il più grande edificio incorniciato in metallo in Europa, ed era la prima volta che i dipartimenti governativi che servivano la Scozia furono portati sotto lo stesso spazio a Edimburgo.

## Uso governativo

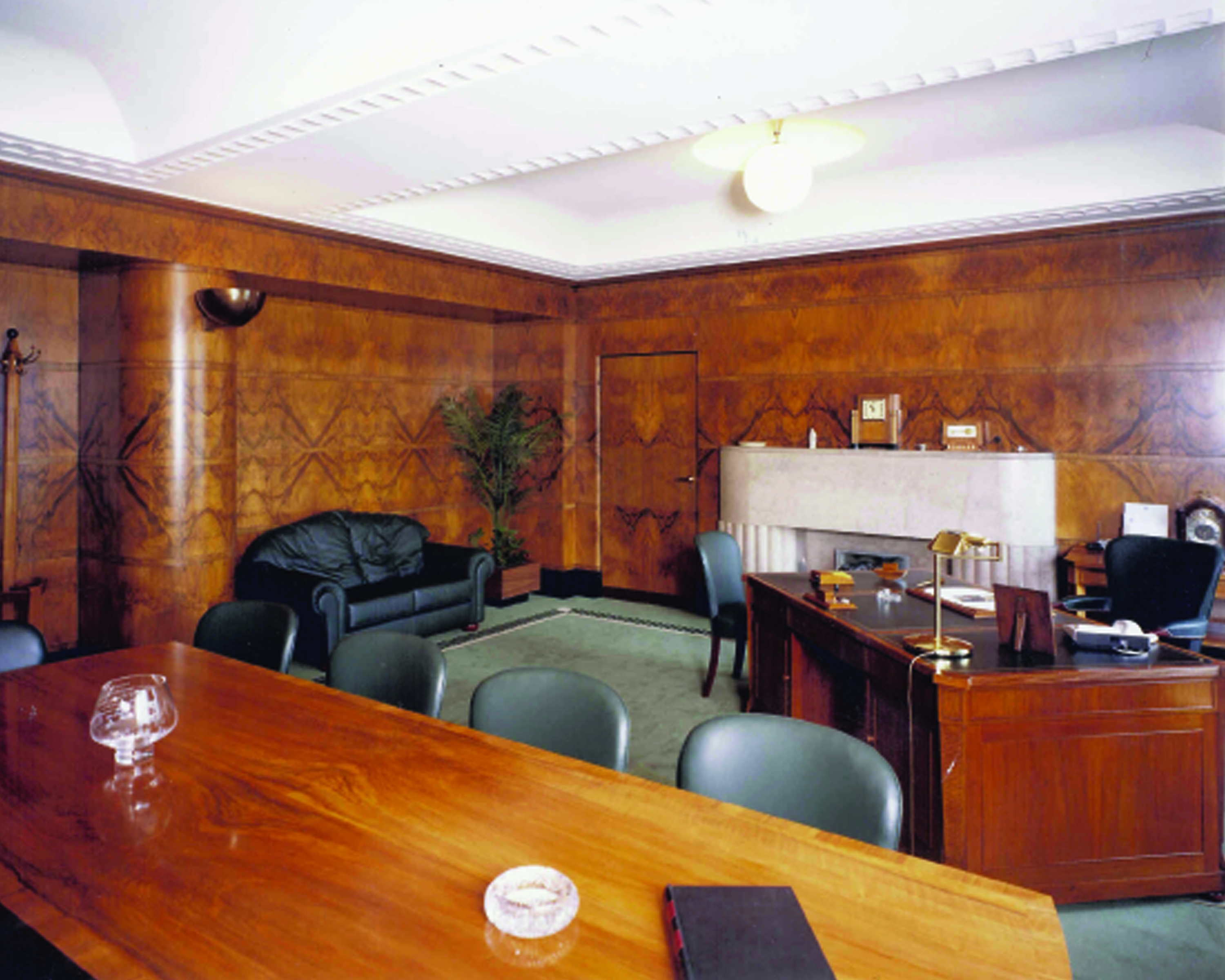
Ufficio del segretario permanente del governo scozzese a St. Andrew's House

L'edificio ospita 1.600 dipendenti pubblici del governo scozzese su sei piani all'interno dell'edificio.
La St Andrew's House è stata originariamente progettata e costruita come quartier generale dell'ufficio scozzese. Dopo l'approvazione dello Scotland Act 1998, dal 1999 è sede ufficiale del governo scozzese, tra cui l'ufficio del primo ministro della Scozia e il vice primo ministro della Scozia insieme agli uffici privati di tutti i segretari di gabinetto e le direzioni che si occupano di giustizia e salute. L'edificio ha subito un'importante ristrutturazione nel 2001, anche se la facciata è ancora rivestita dell'originale materiale di costruzione.
Come quartier generale del governo scozzese, è il fulcro di tutto il processo decisionale del governo scozzese ed è spesso usato nelle notizie come sfondo dei media internazionali relative al governo scozzese.
Inizialmente le riunioni del governo avvenivano presso Bute House come residenza del primo ministro, ma attualmente si svolgono sempre presso la sede del governo come forma istituzionale.
Oggi è considerato come un edificio storico della Scozia.

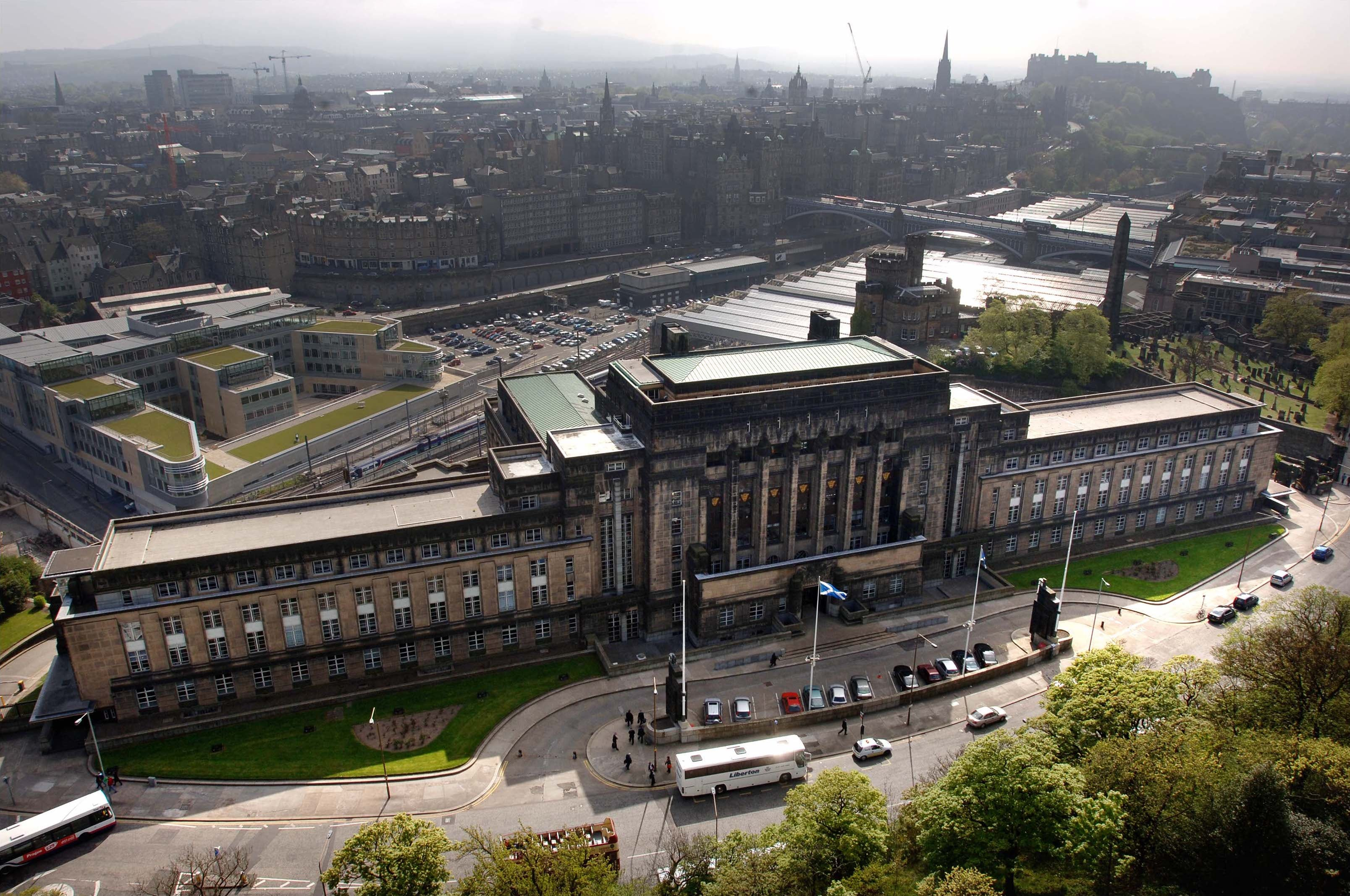
St Andrew's House dall'alto, con il entro di Edimburgo a la Calton Hill sullo sfondo